# Marielle Jaffe
Jaclyn Marielle Jaffe (Valencia, Califórnia, 23 de junho de 1989) é uma modelo e atriz norte-americana.
Jaffe fez sua estreia no cinema como uma Garota Afrodita no filme de 2010, Percy Jackson & the Olympians: The Lightning Thief. Em 2003, iria fazer o papel principal como Tracy no filme Aos Treze - Thirteen mas perdeu o papel para Evan Rachel Wood. Em junho de 2010, foi lançada em um papel coadjuvante/secundária como Olivia Morris na grande produção de cinema dirigido por Wes Craven Scream 4. Teve também um papel de coadjuvante no filme Locked Away.

## Filmografia
| Film       | Film                                               | Film               | Film                                    |
| Ano        | Filme                                              | Papel              | Notas                                   |
| ---------- | -------------------------------------------------- | ------------------ | --------------------------------------- |
| 2010       | Percy Jackson & the Olympians: The Lightning Thief | Filha de Afrodite  | Papel Especial                          |
| 2010       | Locked Away                                        | Nikki              | Coadjuvante                             |
| 2011       | Scream 4                                           | Olivia Morris      | Coadjuvante                             |
| 2011       | Field of Dreams 2: Lockout                         | Iowa Farmer's Wife | Coadjuvante                             |
| 2011       | Hollywood Takes a Stand Against Planking           | No Name            | Coadjuvante                             |
| Television |                                                    |                    |                                         |
| Ano        | Título                                             | Papel              | Notas                                   |
| 2010       | 10 Things I Hate About You                         | Justine            | Episódio: Ain't No Mountain High Enough |